# Teatro Estable Castellano
Teatro Estable Castellano (TEC) va ser una companyia de teatre espanyola creada en 1978, subvencionada pel Ministeri de Cultura d'Espanya. En l'àmbit del teatre independent va substituir al desaparegut Teatro Experimental Independiente (TEI), alhora hereu del Teatro Estudio de Madrid (TEM). Igual que el TEI, el Teatro Estable Castellano va ser impulsat per Miguel Narros, José Carlos Plaza i William Layton, i també es va caracteritzar per la seva actitud avantguardista tant en l'estètic com en el polític. Com a companyia, va estar activa amb la seva estructura original entre 1978 i 1980. Layton continuaria en solitari fundant en 1985 el "Laboratori de Teatre William Layton". L'obertura social i cultural que va posar fi al treball dels grups independents, va triar Miguel Narros per a dirigir el Teatro Español i a José Carlos Plaza (l'últim a abandonar el caliu del TEC) per a exercir la direcció del Centre Dramàtic Nacional entre 1989 i 1994.

## Principals muntatges
- Así que pasen cinco años, de García Lorca, dirigit per Miguel Narros.
- L'oncle Vània, de Txèkhov, dirigit per William Layton. Amb ella van obtenir el Fotogramas de Plata 1978 a la millor labor teatral[1]
- La dama boba, de Lope de Vega, dirigit per Miguel Narros.
- Don Carlos, de Schiller, dirigit per José Carlos Plaza.
- La señora Tártara, de Francisco Nieva, dirigit per José Carlos Plaza.
- La voz humana, de Jean Cocteau, dirigit per José Carlos Plaza.
- Antes del desayuno, d'Eugene O'Neill, dirigit per José Carlos Plaza.
- El cero transparente, d'Alfonso Vallejo, dirigit per William Layton.
- La más fuerte, de Strindberg, dirigit per William Layton.

## Gresol teatral
Al Teatro Estable Castellano es van formar actors i actrius, a més de directors i guionistes tant de l'escena com del cinema espanyol; entre ells: Julieta Serrano, Esperanza Roy, Ana Belén, Mar Díez, Enriqueta Carballeira, Fernando Sansegundo, Paco Algora, Juan Luis Galiardo, Carlos Hipólito i un llarg etcètera.